# Інформаційне суспільство
Інформаці́йне суспі́льство (англ. information society) — теоретична концепція постіндустріального суспільства, історична фаза можливого еволюційного розвитку цивілізації, в якій інформація і знання продукуються в єдиному інформаційному просторі. Головними продуктами виробництва інформаційного суспільства мають стати інформація і знання. Характерними рисами теоретичного інформаційного суспільства, є:
- збільшення ролі інформації і знань в житті суспільства;
- зростання кількості людей, зайнятих інформаційними технологіями, комунікаціями і виробництвом інформаційних продуктів і послуг, зростання їх частки у валовому внутрішньому продукті;
- зростання інформатизації та ролі інформаційних технологій в суспільних та господарських відносинах;
- створення глобального інформаційного простору, який забезпечує (а) ефективну інформаційну взаємодію людей, (б) їх доступ до світових інформаційних ресурсів і (в) задоволення їхніх потреб щодо інформаційних продуктів і послуг.

Станом на кінець 2005 року європейські дослідники статистики зробили висновок, що «концептуальне визначення інформаційного суспільства лишається неясним. Це видно за практичними роботами: не гармонізовані формати даних, різна кількість і діапазони показників, різні методологічні підходи у збиранні даних». Те саме підтвердив і в 2010 році угорський дослідник Ласло Карвалікс.
Тому поняття «інформаційне суспільство» і концепція вимагають уточнення і наразі придатні для опису лише теоретично можливих майбутніх змін в суспільстві.
Існує багато варіантів визначення сенсу «інформаційного суспільства», наприклад:
- суспільство, орієнтоване на людей, відкрите для всіх і спрямоване на розвиток, в якому кожний може створювати інформацію і знання, мати до них доступ, користуватися і обмінюватися ними, даючи змогу окремим особам, громадам і народам повною мірою реалізувати свій потенціал, сприяючи своєму сталому розвитку і підвищуючи якість свого життя[3].
- суспільство, економіка якого базується на інформаційних технологіях і яке соціально трансформується з метою допомогти індивідам та спільнотам використовувати знання та ідеї, що допомагає людям втілити їх потенціал та реалізувати їх прагнення[4];
- суспільство, яке створюється внаслідок нової індустріальної революції на базі інформаційних і телекомунікаційних технологій та на базі інформації, яка є виразником знання людей. Завдяки технологічному прогресу в такому суспільстві оброблення, накопичення, отримання і обмін інформацією в будь-якій її формі — звуковій, письмовій або візуальній — не обмежені за відстанню, часом і обсягами. Ця революція додає великих можливостей людському інтелекту і створює ресурси, що змінюють спосіб суспільної праці і суспільного життя[5];
- суспільство, в якому будь-хто, будь-де й у будь-який час можуть одержати за відповідну плату чи безкоштовно на основі автоматизованого доступу і систем зв'язку будь-яку інформацію і знання, необхідні для їхньої життєдіяльності і рішення особистих і соціально значущих задач.
- суспільство, в якому існують розвинені інфраструктури, що забезпечують створення національних інформаційних ресурсів у обсязі, необхідному для підтримки науково-технологічного й соціально-історичного прогресу, що постійно прискорюється.

Вважають, що в «інформаційному суспільстві» створення, розповсюдження, використання, узагальнення і маніпулювання інформацією становить значну частину економічної, політичної та культурної діяльності. Економіка знань стає економічною копією цієї діяльності, оскільки добробут суспільства створюється через експлуатацію знань або розуміння суті речей та процесів. Люди які мають засоби і можливості для участі в такому суспільстві отримують певні додаткові вигоди, порівняно з тими, хто таких можливостей або засобів не має. «Інформаційне суспільство» вважають наступником «індустріального суспільства».
Оскільки сучасні інформаційно-комунікаційні технології працюють з інформацією в дискретній, цифровій формі, то часто для позначення «інформаційного суспільства» використовують синонімічний термін «цифрове суспільство», а різницю між членами в можливостях і засобах участі в такому суспільстві позначають як «цифровий розрив».
Визначено велику кількість ознак, які можуть характеризувати настання «інформаційного суспільства». Ознаки нових швидких змін у суспільстві можуть мати технологічний, економічний, праце-орієнтований, просторовий, культурний або комбінований характер.
Тісно пов'язаними з концепцією «інформаційного суспільства» є концепції «постіндустріального суспільства» (Деніел Белл), «пост-фордизму», «постмодернізму», «суспільства знань», «телематичного суспільства», «інформаційної революції», «революції білих комірців» та «мережного суспільства».

## Історія появи і застосування терміна
Можна вважати, що історія виникнення концепції «інформаційного суспільства» бере свій початок з робіт австрійсько-американського економіста-дослідника Фріца Махлупа, який в 1933 році почав вивчати вплив патентів на наукові дослідження. Його робота досягла вершини в 1962 році проривною публікацією «Виробництво і розподіл знань в Сполучених Штатах». Махлуп ввів поняття «індустрії знань», до якої він включив п'ять секторів інформаційної діяльності у суспільстві: освіта, наукові дослідження і розробки, засоби масової інформації, інформаційні технології та інформаційні послуги. Базуючись на цій класифікації і статистичних даних США, Махлуп вирахував, що в 1959 році 29 % валового національного продукту США було вироблено індустрією знань.
Робота Махлупа викликала широкий резонанс в наукових і політичних колах, привернувши увагу до зростаючої ролі інформації та знань в сучасній економіці. Багато послідовників ідей Махлупа виконали власні дослідження і виявили високі темпи зростання ролі індустрії знань в економіці. Наприклад, дослідження американського економіста Марка Пората, завершене 1977 року показало, що в 1967 році індустрія знань («інформаційна економіка») вже виробляла 46 % валового національного продукту США.
Приблизно в ці ж роки американський соціолог Деніел Белл (Daniel Bell) в книзі «Настання постіндустріального суспільства» розвинув концепцію «постіндустріального суспільства», в якій підкреслював важливість інформації та знань в новій, постіндустріальній економіці. Пізніше, у 80-ті роки Деніел Белл, ставши вже класиком «постіндустріального суспільства», в своїх статтях і виступах все частіше замість терміну «постіндустріальне суспільство» вживав термін «інформаційне суспільство».
Термін «інформаційне суспільство», за даними угорського університетського науковця-соціолога Ласло Карвалікса, виник у середовищі японських соціологів на початку 60-х років. Згодом, приблизно до 1980 року, словосполучення «інформаційне суспільство» стало у соціологів визнаним і влучним (як у описовому, так і у метафоричному сенсі) терміном-парасолькою для позначення нового, швидко змінюваного світового соціо-економічного комплексу у постіндустріальну епоху.
У 80-ті роки цей термін став популярним серед широкого кола фахівців і політиків на фоні значного прогресу у виробництві комп'ютерних засобів і в будівництві телекомунікаційних мереж (інтегральні мікросхеми, персональні комп'ютери, цифрові системи зв'язку, волоконно-оптичні лінії тощо).
Подальше експоненційне зростання функційних можливостей комп'ютерних засобів і телекомунікаційних мереж та їх вдалий симбіоз (конвергенція) з інформаційними продуктами та інформаційними системами у формі всесвітнього Інтернету (на основі гіпертекстового механізму — «всесвітнього павутиння») на початку 90-х років створили ілюзію швидкого настання реального «інформаційного суспільства» і викликали справжню ейфорію серед політиків, інвесторів та бізнесменів.
Японські ініціативи (плани) побудови «інформаційного суспільства», були підхоплені США у формі зрозумілої американцям метафори сенатора Ал Гора щодо побудови «інформаційних супермагістралей» (Національної інформаційної інфраструктури) для посилення американського лідерства у світі (в ході виборчої кампанії Біла Клінтона 1992 року). Головний конкурент США — Європейський союз в грудні 1993 року відповів на виклик США дорученням Ради Європи групі провідних фахівців під головуванням члена Європейської комісії Мартіна Бангемана підготувати звіт з питань інформаційного суспільства і конкретних рекомендацій щодо необхідних дій. 1994 року за результатами схвалення Радою Європи рекомендацій звіту групи Бангемана Європейська комісія розробила план дій європейського шляху до «інформаційного суспільства». Питання розбудови глобального «інформаційного суспільства» обговорювались на спеціальній конференції міністрів країн великої сімки (G7) 1995 року, організованій Європейською комісією у Брюсселі.
Протягом 90-х років величезні кошти (сотні мільярдів доларів США) по всьому світі вкладалися в створення і розвиток будь-яких підприємств, так чи інакше пов'язаних з інформаційно-комунікаційною сферою, особливо тих, що займалися розвитком Інтернету. Інтернет ставав реальним прообразом близького «інформаційного суспільства»[джерело?].
Цілком логічно, що на цьому тлі використання терміна «інформаційне суспільство» набуло іще більшого поширення. Апогей популярності цього терміна прийшовся на кінець XX століття і початок XXI століття та третього тисячоліття. 1998 року на черговій Повноважній конференції Міжнародного телекомунікаційного союзу (ITU) була прийнята резолюція про проведення Всесвітнього саміту з питань Інформаційного суспільства (WSIS). 2000 року на саміті країн Великої вісімки (G8) була прийнята Окінавська хартія глобального інформаційного суспільства. 2002 року Генеральна асамблея ООН приймає резолюцію про схвалення ініціативи ITU щодо проведення двохетапного Всесвітнього саміту з питань Інформаційного суспільства, а в 2003 і 2005 роках нарешті відбуваються Женевський та Туніський етапи цього саміту.
Сьогодні вже можна вважати, що саме WSIS став останнім сплеском популярності терміна «інформаційне суспільство». Однією з причин цього стало й те, що в підсумкових документах WSIS не було прояснено ні сутності нових відносин у «інформаційному суспільстві», ні конкретних рекомендацій його побудови і розвитку в різних країнах світу в умовах зростаючих міжнародних протиріч. Основними причинами спаду популярності терміна «інформаційне суспільство» став крах ілюзій після світової кризи інформаційно-комунікаційної сфери 2001—2002 років (криза «дот-комів») щодо швидкого настання такого суспільства та глобальна фінансово-економічна криза 2008—2009 років.
Сьогодні країни світу, і у першу чергу провідні країни, зайняті актуальнішими речами, ніж побудова і розвиток «інформаційного суспільства» — стабілізація банківських систем, ліквідація накопичених боргів, подолання рецесій тощо. Наприклад, в Європейському союзі, термін «інформаційне суспільство» лишився тільки в назві спеціального тематичного (інформаційно-комунікаційного) порталу Єврокомісії. Досить тривалий час (1994—2012 роки) назву «Інформаційне суспільство» мав Генеральний директорат Єврокомісії, що опікувався інформаційно-комунікаційною сферою ЄС. Однак реальна робота з розвитку інформаційно-комунікаційної сфери (коротко — інформатизації) ЄС йде у рамках програм, в яких термін «інформаційне суспільство» використовується дуже рідко в ролі альтернативного позначення інформаційної інфраструктури: e-Europe (2000—2004 роки), i2010 (2005—2009 роки), Digital Agenda for Europe (2010—2020 роки).
Отже, 50-річна історія терміна «інформаційне суспільство» демонструє типовий життєвий цикл: «зародження — зростання застосування — спад застосування», що свідчить про невідповідність цього терміна реальним процесам у людському суспільстві.

## Критика «інформаційного суспільства»
Неузгодженості й суперечності концепції «інформаційного суспільства» не лишилися поза увагою частини фахівців, які закликають до зваженішого підходу до оцінок і перспектив розвитку сучасних інформаційно-комунікаційних технологій в суспільстві та їх впливу на характер відносин у суспільстві.
Іще на початку 80-х років деякі фахівці, на відміну від Марка Пората, намагалися більш точно перевірити оцінки Махлупа за його ж методикою і отримали інші результати, ніж результати Пората — з плином часу частка ВВП країни, що створюється галузями знань, практично не зростає (див. також парадокс продуктивності). Про це пише у вже згадуваній статті Сюзан Кроуфорд, посилаючись на результати, отримані американцем Майклом Купером. Цікавою щодо цього є думка самого Купера, яку цитує Кроуфорд: «Очевидно, що концепція інформаційної економіки є новою, однак багато продукції та послуг в ній не змінилися. Неясно, чи відбувся перехід від економіки послуг до інформаційної економіки, чи скоріше відбулося пере-маркування наявних продукції та послуг.»
Підтвердження цієї думки можна отримати також простежуванням обсягів продукції світової інформаційно-комунікаційної сфери за останні роки. У нижченаведеній таблиці зібрані зі спеціалізованих світових статистичних джерел дані щодо обсягів (млрд доларів США) продукції галузей, які сьогодні становлять основу інформаційно-комунікаційної сфери у світі[джерело?].
| Види діяльності                                                                                       | 2006   | 2007   | 2008   | 2009   | 2010   |
| --- | ------ | ------ | ------ | ------ | ------ |
| Послуги фіксованих телекомунікацій                                                                    | 530,0  | 550,8  | 557,4  | 512,2  | 522,1  |
| Послуги мобільних телекомунікацій                                                                     | 634,5  | 740,8  | 834,6  | 823,5  | 915,0  |
| Апаратні засоби                                                                                       | 949,0  | 1003,2 | 1060,5 | 1003,2 | 1016,4 |
| Програмні засоби                                                                                      | 242,5  | 279,8  | 303,6  | 289,8  | 300,6  |
| Послуги інформаційних технологій                                                                      | 494,9  | 551,5  | 595,5  | 559,0  | 563,3  |
| Паперова друкована продукція                                                                          | 228,8  | 252,2  | 253,5  | 233,3  | 316,8  |
| Створення програм телерадіомовлення                                                                   | 150,8  | 158,4  | 157,9  | 140,5  | 150,2  |
| Рекламування                                                                                          | 392,1  | 411,9  | 410,6  | 365,3  | 390,6  |
| Обсяг продукції інформаційно-комунікаційної сфери                                                     | 3622,6 | 3948,6 | 4173,6 | 3926,8 | 4175,0 |
| Світовий валовий внутрішній продукт                                                                   | 49394  | 55702  | 61286  | 57920  | 62909  |
| Співвідношення доходів інформаційно-комунікаційної сфери та валового внутрішнього продукту (відсотки) | 7,3    | 7,1    | 6,8    | 6,8    | 6,6    |

З даних таблиці вимальовується досить стабільна картина поступового розвитку інформаційно-комунікаційної сфери світу пропорційно розвитку її економіки. Ніяких ознак «революційних» зростань в цій сфері не простежується. Навпаки, сфера відреагувала спадом на фінансово економічну кризу 2008—2009 років та показує тенденцію до невеликого скорочення своєї питомої ваги в економіці світу. Тобто про «інформаційну революцію» у світі, де панує економіка «золотого мільярда», сьогодні говорити немає підстав.
З настанням кризи «дот.комів» у 2001—2002 роках, критика концепції «інформаційного суспільства» посилилася. Найґрунтовнішою в цьому відношення є вже згадувана робота американського соціолога Френка Уебстера. Він провів глибокий аналіз десятків монографій, присвячених впливу сучасних інформаційно-комунікаційних технологій та індустрії знань на суспільні відносини і дійшов до висновку про відсутність єдності в аргументації авторів цих робіт щодо сутності «інформаційного суспільства». Більше того, він класифікував авторів цих робіт у дві принципово різні групи за їх поглядами на сутність «інформаційного суспільства». До першої групи, яка є провісниками нового типу суспільства («інформаційного»), він відніс теоретиків постіндустріалізму (Деніел Белл і його послідовники), постмодернізму (Жан Бодрійяр, Марк Постер), гнучкої спеціалізації (Майкл Пайор, Чарльз Сейбл, Ларрі Хіршхорн), інформаційного способу розвитку (Мануель Кастельс). До другої групи, що пропагують ідеї соціальної наступності, Уебстер відніс теоретиків неомарксизму (Герберт Міллер), регуляційної теорії (Мішель Альєтта, Ален Ліпиць), гнучкої акумуляції (Девід Харві), рефлексивної модернізації (Ентоні Гідденс), публічної сфери (Юрген Хабермас, Ніколас Гарнем).
В результаті свого аналізу Уебстер дійшов низки важливих висновків, основними з яких слід вважати:
- поняття «інформаційного суспільства» хоча й грало, в свій час, організуючу роль в соціологічних дослідженнях впливу інформації та інформаційно-комунікаційних технологій на розвиток суспільства, але воно вводить в оману тим, що натякає на існування нового типу суспільства;
- дослідженню має підлягати не новий тип суспільства («інформаційного»), а процес безперервної інформатизації суспільства, який триває, можливо, кілька століть, а після індустріалізації XIX століття та у зв'язку із процесом глобалізації в ХХ столітті він прискорився;
- протягом історії мав місце взаємний вплив способів роботи з інформацією та історичних процесів у суспільстві, однак він завжди був спрямований на збереження наявних форм організації суспільства;
- сьогоднішній розвиток суспільства під впливом процесу інформатизації характеризує змішана картина — щось змінюється, а в чомусь зберігається спадковість. Слід брати до уваги як аргументацію прихильників «інформаційного суспільства» щодо значного впливу сучасного процесу інформатизації на суспільство, так і аргументацію прихильників спадковості щодо стабілізації суспільних відносин. Однак слід визнати, що наступність у суспільних відносинах переважує кардинальність («революційність») змін, викликаних процесом інформатизації, а значення новацій не слід перебільшувати;
- феномен сучасної інформатизації можна краще зрозуміти у контексті історії капіталізму, але треба іще враховувати історію накопичення теоретичних знань у суспільстві з розвитком капіталізму. Теоретичне знання складає сутність сьогоднішніх суспільних відносин і на основі накопиченого теоретичного знання сьогодні вже можна керувати майбутнім суспільства;
- роль інформації в сучасному світі і вплив процесу інформатизації на суспільство можна краще зрозуміти, якщо з'ясувати, якого типу інформація з'явилася, навіщо вона була потрібна, які групи у суспільстві її використали і для яких цілей.

## Еволюція інформаційного суспільства
Андрест Індсет (англ. Anders Indset) говорить про етапи розвитку інформаційного суспільства.
Першим етапом є: фатальне (згубне) інформаційне суспільство, яке, разом із розвитком інтернету та інтернет-технологій, має повну свободу масово поширювати величезна кількість фейкових новин, неправдоподібних тверджень із джерел, яким не можна довіряти.
Другим (перехідним) етапом має бути суспільство знань, яке допоможе розв`язати проблеми отримання достовірної, прозорої інформації шляхом технологій, які спонукатимуть людей, організації та підприємства фокусуватись на довірі та цифровій валідації викладених даних. Для перевірки та підтвердження інформації вже сьогодні використовуються алгоритми та блокчейни. 
Третій етап: квантопічне суспільство здорового глузду, у якому доступ до знань матиме і штучний і природний інтелект; знання продукуватимуться і штучним інтелектом і людською свідомістю та розумом, разом з людським досвідом та цілями.

## Апологетика «інформаційного суспільства»
Прихильники і захисники концепції «інформаційного суспільства» визнають наявність протиріч та неясностей в цій концепції і в її термінології, але вважають цю концепцію загалом вірною і адекватним узагальненням суспільних трансформацій у постіндустріальну епоху.
Найбільш послідовно і логічно цю позицію намагається відстоювати вже згадуваний Ласло Карвалікс. 2010 року він виступив з різкою критикою роботи Френка Уебстера, відстоюючи доцільність концепції «інформаційного суспільства» та пропонуючи свій погляд на проблематику даної концепції.
У вступі до роботи Карвалікс визнає, що наприкінці XX століття використання концепції «інформаційного суспільства» набуло значного поширення і стало не тільки повсякденним терміном у словнику соціології, але й улюбленим терміном політиків, бізнесу, друкованих і електронних мас-медіа. Однак, якраз внаслідок такої популярності, зміст цього виразу «розчинився» і його використання сьогодні супроводжується протиріччями і невизначеностями. Більше того, були запропоновані деякі контр-концепції «інформаційного суспільства», за допомогою яких неможливо було прояснити спірні питання і структурувати коло проблем цієї концепції, оскільки в професійній та науковій літературі за тематикою «інформаційного суспільства» не було сформульовано загально-узгоджених визначень і інтерпретацій сутності «інформаційного суспільства». Хаос проблематики «інформаційного суспільства» зростав, оскільки чисельні теорії «інформаційного суспільства» виникали з різних частин науки та будувалися на різних наукових традиціях. Замість систематизації, що мала б базуватися на загальновизнаних положеннях, триває постійна боротьба між оригінальною (першоджерельною) і новоствореними концепціями «інформаційного суспільства».
Як приклад, Карвалікс наводить інтерпретацію «інформаційного суспільства» політиками Європейського союзу, які спочатку під «інформаційним суспільством» розуміли просто лібералізацію в телекомунікаціях, а потім додали до цього іще й галузь інформаційних технологій, не виходячи за рамки технологічного погляду на сутність «інформаційного суспільства».
Ситуація ускладнилася також тим, відзначає Карвалікс, що концепція «інформаційного суспільства» розвивалася окремо від практичної реальності, тобто від самого «інформаційного суспільства». А коли, нарешті, відбулося поєднання теорії з практикою через чисельні альтернативні тлумачення, то публічно «інформаційне суспільство» було вже сприйнято як набір різноманітних властивостей. Ось чому дослідження «інформаційного суспільства» стали провадитися на дуже пізній стадії, наприкінці XX століття. Одним з перших завдань цих досліджень є виконання задовільної «логічної систематизації» самого предмету досліджень. Все це може стати базою для серйозних наукових обговорень та дискусій.
На думку Карвалікса, термін «інформаційне суспільство» є влучним, з елементами афоризму узагальненням десятків подібних термінів, якими різні фахівці намагалися характеризувати нове, постіндустріальне суспільство, акцентуючи ту, чи іншу його характеристику («постіндустріальне суспільство», «революція білих комірців», «інформаційна революція» тощо). Цей термін використовується для означення новітньої стадії соціальної історії. В ХХ столітті найрозвинутіші країни поступово увійшли в стан «інформаційного суспільства» і очікується, що протягом кількох десятиліть більшість населення світу житиме і працюватиме в глобальному «інформаційному суспільстві».
Щодо концепції «інформаційного суспільства» Карвалікс вважає, що вона має бути не просто розширеним або уточненим визначенням типу нового суспільства, а має бути складною моделлю соціо-економічного суспільного комплексу, який створюється у постіндустріальну епоху. Таку модель Карвалікс пропонує уявляти як сукупність трьох видів описів («narratives»):
- «великий опис» на макро-рівні в контексті цивілізаційної теорії;
- «малий опис» на мезо-рівні в контексті теорії розвитку;
- «міні опис» на мікро-рівні в контексті практики і проявів.

Описи різних рівнів не є відокремленими, а тісно зв'язані, доповнюючи один одного при аналізі окремих аспектів «інформаційного суспільства». Їх взаємозв'язок краще уявляти як послідовну вкладеність нижчого рівня у верхній рівень.
Карвалікс вважає, що завданням адептів концепції «інформаційного суспільства» є відновлення її першоджерельного, цілісного сенсу, який має застосовуватися в контексті цивілізаційної теорії. Досягти цього можна в рамках досліджень за тематикою «інформаційного суспільства», які розпочалися в другій половині 90-х років та мають бути доповнені дослідженнями в соціальній інформатиці, яка має справу з аналізом мікро- і мезо- рівнів цього явища поряд із соціальними питаннями, що мають відношення до технологій інформації та знань.
На думку Карвалікса, не існує визначень, які відкриють істинне значення «інформаційного суспільства», а є лиш можливість ретельних аналізувань, що поширюються на усі підсистеми суспільства. Саме таким шляхом можна виміряти і визначити, коли окрема країна «переключається» з попереднього стану в стан «інформаційного суспільства». Три рівня таксономії («великий опис», «малий опис» та «міні опис») створюють каркас для робіт за тематикою «інформаційного суспільства», при цьому найфундаментальніші проблеми виникають на рівні аналізу питань цивілізаційної теорії.

## «Інформаційне суспільство» в Україні
Концепція і термінологія «інформаційного суспільства» набули значного поширення в Україні услід за їх поширенням у світі з тими ж, характерними для світу, протиріччями та неясностями у їх застосуванні. Термін «інформаційне суспільство» у більшості випадків використовується як яскравий синонім терміну «інформаційно-комунікаційні технології», а концепція «інформаційного суспільства», і до сьогодні, не отримала глибокого осмислення і адаптації під українські реалії внаслідок занепаду української науки.
Показовою в цьому відношенні є ґрунтовна доповідь науковців Національного інституту стратегічних досліджень, в якій «інформаційне суспільство» трактується просто як «феномен» (явище) без критичного його осмислення, а термін «інформаційне суспільство» використовується синонімічно з термінами «інформаційні технології», «галузь інформаційних технологій» та «інформатизація». Однак у авторів доповіді все ж вистачає об'єктивності визнати, що «для України, яка все ще перебуває в стані цивілізаційної невизначеності, інформаційне суспільство, на жаль, багато в чому залишається радше популярним гаслом із лексикону європейських декларацій, ніж реальною практикою».
Вперше орієнтацію України на створення «інформаційного суспільства» було офіційно зафіксовано в Стратегії інтеграції України до ЄС (розділ 13), ухваленою в 1998 році. Варто відзначити, що одночасно, в 1998 році було прийнято два Закони України «Про Концепцію Національної програми інформатизації» та «Про Національну програму інформатизації», якими визначалися принципи і програма дій інформатизації України, а не побудови в ній «інформаційного суспільства». Таке протиріччя у концептуальних основах між різними групами фахівців і політиків на найвищому рівні прийняття політичних рішень в Україні свідчить про некритичність сприйняття іноземних новацій. Воно сильно зашкодило практиці інформаційно-комунікаційного розвитку України.
Популярність вживання термінології «інформаційного суспільства» знову зросла в Україні на початку 2000-х років, в ході підготовчих робіт до участі делегації України в першому і другому зібранні Всесвітнього саміту з питань інформаційного суспільства, а також в ході спроб реалізації Рішень цього саміту після 2005 року. Відповідно до перших Рішень саміту (Женевський план дій, 2003 рік), Україна мала б розробити Національну стратегію розвитку «інформаційного суспільства» та розпочати її реалізацію. 2005 року в Україні були проведені Парламентські слухання з цього питання і за їх результатами на початку 2007 року був прийнятий Закон України «Про Основні засади розвитку інформаційного суспільства України на 2007—2015 роки». В серпні 2007 року був прийнятий План заходів з виконання завдань цього закону (Розпорядження КМУ від 15.08.2007 № 653-р). Згідно цього плану, тільки в 2012 році було прийнято Національну систему індикаторів розвитку «інформаційного суспільства» в Україні (Постанова КМУ № 1134), а в 2013 році — Стратегію розвитку «інформаційного суспільства» в (Рішення КМУ № 386-р). Поряд з тим, продовжують бути чинними зазначені вище закони про інформатизацію України.
Практика реалізації політичних рішень щодо побудови «інформаційного суспільства» та інформатизації України також є суперечливою, ситуативною та неефективною, про що об'єктивно свідчать матеріали доповіді. В доповіді зазначено, що виконано значний перелік заходів намічених програм і планів, однак вони лишаються фрагментарними, а чинна нормативно-правова база інформаційно-комунікаційної сфери України залишається неповною, неефективною і суперечливою. Для покращення стану справ, на думку авторів доповіді, необхідно розробити і ввести в дію три системні документи: «Інформаційний кодекс України», «Стратегія розбудови інформаційного суспільства» та «Національна система індикаторів розвитку інформаційного суспільства». Автори доповіді вважають, що саме ці документи допоможуть усунути фактичну невідповідність між змістом терміна «інформаційне суспільство» та практичними справами, які більше спрямовані на розв'язання технологічних, а не соціальних питань.
Загальний висновок авторів доповіді щодо розбудови «інформаційного суспільства» в Україні є позитивним — в країні стрімко формується масова інтернет-аудиторія та специфічне мережне соціокультурне середовище, що за своїми параметрами буде подібним до таких у розвинених країнах. Триває диверсифікація аудиторії, формуються нові моделі інформаційного споживання, соціальної та політичної активності тощо. Водночас спостерігається і ряд негативних явищ і процесів, що гальмують розвиток «інформаційного суспільства» в Україні, такі як: низькі темпи розвитку (нижчі середньосвітових) і, відповідно, низькі рейтинги України у міжнародних порівняннях; відсутність системної, багаторівневої, нормативно підкріпленої, базованої на певній ідеології та стратегії державної політики в інформаційно-комунікаційній сфері; значний дисбаланс аудиторії Інтернету за регіональними, віковими та майновими ознаками; низький розвиток швидкісних мереж доступу до Інтернету; дефіцит кваліфікованих кадрів, внаслідок відтоку талановитої молоді у комерційні структури та у тіньовий, орієнтований на експорт бізнес розробки програмного забезпечення.
Крім того, населення лишається незахищеним від інформаційних впливів, а суспільство в цілому — від інформаційних загроз. Так, відповідно до положень ст. 7 Закону України Про основи національної безпеки України від 19.06.2003 № 964-IV, в інформаційній сфері існують такі загрози національній безпеці держави: — прояви обмеження свободи слова та доступу громадян до інформації; — поширення засобами масової інформації культу насильства, жорстокості, порнографії; — комп'ютерна злочинність та комп'ютерний тероризм; — розголошення інформації, яка становить державну та іншу, передбачену законом, таємницю, а також конфіденційної інформації, що є власністю держави або спрямована на забезпечення потреб та національних інтересів суспільства і держави; — намагання маніпулювати суспільною свідомістю, зокрема, шляхом поширення недостовірної, неповної або упередженої інформації.
Лише незначний перелік таких суспільно небезпечних зазіхань криміналізовано: основну увагу законодавця було привернуто до удосконалення положень Розділу XVI Особливої частини Кримінального кодексу України 2001 р. в частині необхідності убезпечення інформації в автоматизованих системах та телекомунікаційних мережах.
Переконливим свідченням незадовільного стану реалізації концепції «інформаційного суспільства» в Україні є проведення в липні 2014 року повторних парламентських слухань з питання «Законодавче забезпечення розвитку інформаційного суспільства в Україні». Рекомендації торкаються проблем в сферах законодавства, інформаційної безпеки, освіти та кадрового забезпечення інформаційної сфери, електронного управління та електронних послуг для бізнесу та громадян, розвитку «електронної економіки», технічного забезпечення телекомунікацій, наукового і науково-технічного забезпечення.
Варто зазначити, що в країнах ЄС рівень науково-технічного забезпечення сфери ІКТ становить більше 5 % від валової доданої вартості цієї сфери. Внаслідок такого реального ставлення політиків і бізнесу України до науково-технічного забезпечення сфери ІКТ, цілком логічним виглядає хронічне відставання України від багатьох країн світу за рівнем розвитку цієї сфери та більш ніж десятилітня неспроможність «створення і розвитку інформаційного суспільства» в Україні. Недооцінка інтелектуальної складової сфери ІКТ та переоцінка бізнесової складової реально призводить до відтоку вітчизняного інтелекту в сферу ІКТ інших країн (через високооплачуване офшорне програмування) та до більшої зацікавленості до праць вітчизняних вчених з питань «інформаційного суспільства» зарубіжних, але не вітчизняних видавництв, наприклад .
Україні іще належить виконати значний обсяг роботи з осмислення і адаптації концепції «інформаційного суспільства» в українських реаліях, розроблення та реалізації Національної стратегії сучасного інформаційно-комунікаційного розвитку (а не «інформаційного суспільства»). Прикладом для такої роботи є досвід Фінляндії, висвітлений у книзі за співавторством одного із класиків «інформаційного суспільства» — Мануеля Кастельса, дбайливо перекладеній на українську мову.